# Anneli Airikka-Lammi
Anneli Airikka-Lammi, född 1944 i Tammerfors, är en finländsk textilkonstnär, formgivare och målare.
Airikka-Lammi studerade vid Konstindustriella skolan i Helsingfors där hon utexaminerades som grafisk formgivare 1967. Hon har därefter huvudsakligen arbetat på frilansbasis för de finska företagen Finlayson, Helenius, Tampella, Suomen Trikoo och Kangastus men även uppdrag för de Svenska företagen Borås Wäfveri, Ikea och Almedahls. Hon är mycket produktiv och skapade 1970-1990 över 1000 olika mönster för textil och tapeter. Hon slutade att formge textil i slutet av 1990-talet för att enbart syssla med bildkonst.
Airikka-Lammi är representerad vid bland annat Victoria and Albert Museum. Hon utnämndes till årets textilkonstnär i Finland 1982.